# Titularerzbistum Mardin degli Armeni
Mardin degli Armeni ist ein Titularerzbistum der katholischen Kirche, das vom Papst an Titularbischöfe aus der mit Rom unierten Armenisch-Katholischen Kirche vergeben wird.
Es geht zurück auf einen 1972 untergegangenen Bischofssitz in der Stadt Mardin.
| Titularerzbischöfe von Mardin degli Armeni |                              |                                                  |                  |                   |
| Nr.                                        | Name                         | Amt                                              | von              | bis               |
| 1                                          | Vartán Waldir Boghossian SDB | Apostolischer Vikar von Lateinamerika und Mexiko | 3. Juli 1981     | 18. Februar 1989  |
| 2                                          | Vartan Kechichian CAM        | Koadjutorbischof von Osteuropa (Osteuropa)       | 17. Februar 2001 | 22. November 2017 |